# Kaprosuchus saharicus
Kaprosuchus saharicus è una specie estinta di arcosauro, affine ai coccodrilli. L'animale è conosciuto per un unico cranio quasi completo ritrovato dalla Formazione Echkar risalente al Cretaceo superiore (circa 95 milioni di anni fa), in quello che oggi è l'attuale Niger. Il nome Kaprosuchus significa letteralmente "coccodrillo cinghiale", dal greco κάπρος, Kapros ("Cinghiale") e σοῦχος, souchos ("coccodrillo"), dovuto alla presenza di enormi denti simili alle zanne di un cinghiale. L'animale fu descritto nel 2009, insieme ad altri coccodrilloformi sahariani, come Anatosuchus e Laganosuchus. È l'unica specie del genere Kaprosuchus.

## Descrizione

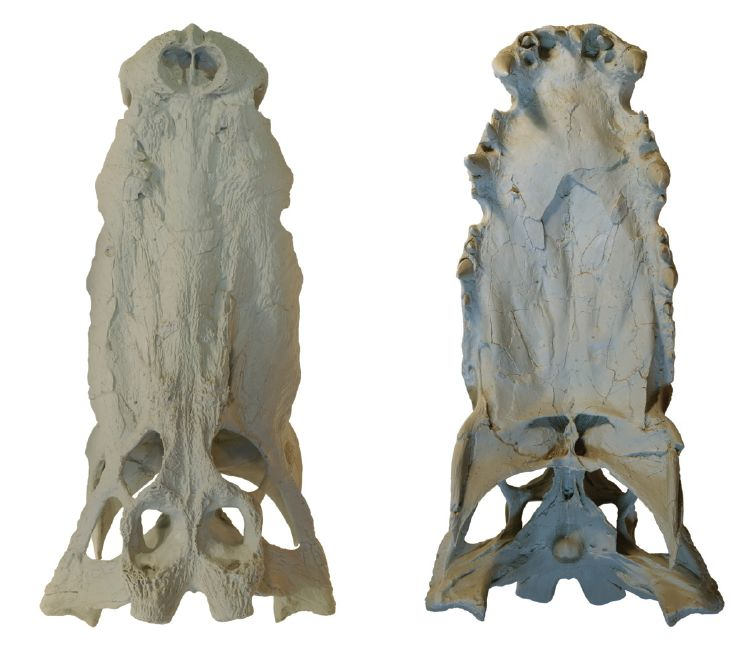
Cranio in vista dorsale (sinistra) e ventrale (destra)

Kaprosuchus saharicus è noto solamente per un cranio quasi completo di 507 millimetri, la cui mandibola misurava 603 millimetri, mentre è stato stimato che l'intero animale potesse arrivare ai 6 metri di lunghezza circa. Il cranio era corto e massiccio e possedeva tre paia di denti caniniformi simili a zanne, che spuntavano sia dalla mandibola che dalla mascella. Questi enormi zanne si inserivano perfettamente in appositi incavi, quando la bocca era chiusa. Questo tipo di dentatura non è stato ritrovato in alcun altro coccodrillo o coccodrillomorfo noto. Un'altra caratteristica insolita di Kaprosuchus è la presenza di due piccole protuberanze, simili a corna rugose formate dal prolungamento degli ossi parietale e squamoso, che si proiettavano posteriormente al cranio. Queste piccole protuberanze erano presenti anche nell'assai simile Mahajangasuchus.
In Kaprosuchus saharicus, le orbite si aprivano lateralmente ed erano leggermente orientate in avanti, piuttosto che verso l'alto. Ciò suggerisce l'ipotesi di una visione stereoscopica, ovvero una sovrapposizione nel campo visivo dell'animale.
Le superficie delle premascellari era notevolmente rugosa e con bordi elevati, e suggerisce che l'animale in vita fosse dotato di uno scudo di cheratina sulla punta del muso. La sutura tra le due premascelle era liscia, e ciò conferiva alle rugosità appaiate delle premascelle l'aspetto di un paio di baffi, in visione frontale. Il suo morso era molto potente, anche se leggermente inferiore a quello dei coccodrilli attuali, e poteva esercitare una forza di oltre 20.000 N.

## Classificazione
Kaprosuchus è un membro della famiglia Mahajangasuchidae, di cui fa parte l'affine Mahajangasuchus insignis dal Madagascar del Cretaceo superiore; difatti le due specie condividevano alcune caratteristiche peculiari, come le due insolite protuberanze ossee sul retro del capo.
La famiglia Mahajangasuchidae comprende anche Uberabasuchus del Sud America. Questi animali non erano veri coccodrilli, benché fossero piuttosto simili alle forme attuali, ma erano forme molto specializzate del gruppo dei crocodilomorfi.

## Stile di vita

### Dieta

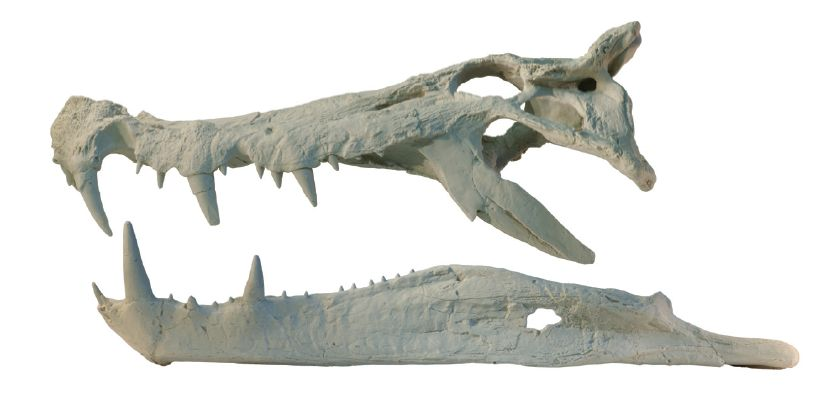
Cranio di profilo

Si pensa che il caprosuco fosse un predatore quasi esclusivamente terrestre, a causa di alcune caratteristiche come la visione binoculare. I coccodrilli attuali possiedono orbite posizionate lateralmente e dorsalmente, un adattamento per la predazione acquatica: la testa è posizionata sott'acqua e gli occhi rimangono sopra la superficie. I denti, inoltre, possedevano margini taglienti ed erano relativamente diritti, ed è probabile che le mascelle fossero in grado di aprirsi piuttosto velocemente; le ossa della mascella, infine, erano rinforzate ed erano protette dallo scudo cheratinoso sulla punta del muso. Altri animali simili a coccodrilli che vivevano nello stesso ambiente includono il piccolo Anatosuchus minor e il grande Laganosuchus, dalle specializzazioni completamente diverse fra loro.

## Nella cultura di massa
- Kaprosuchus saharicus deve la sua fama alla sua prima apparizione nella serie televisiva britannica fantascientifica Primeval, nella quarta e nella quinta stagione.
- K. saharicus è anche una delle creature che appariranno nel videogioco Primal Carnage: Genesis.[5]
- K. saharicus è anche uno degli animali addestrabili nel videogioco Ark: Survival Evolved.[6]
- Kaprosuchus compare anche in Jurassic World: il gioco come anfibio rarissimo (anche se è probabile era terrestre), dove raggiunto il livello 40 può essere fuso con Gorgosaurus di tale livello per creare Gorgosuco. Inoltre se Spinoraptor (Utahraptor + Spinosaurus) raggiunge il livello 40, il super DNA  di questo animale può essere fuso per creare spinotasuco.
- Compare anche in Jurassic World Alive come feroce raro, dove raggiunto il livello 10 si può fondere con Gorgosauro di tale livello per creare Gorgosuco (il quale raggiunto il livello 15 può essere fuso con Megalosaurus di tale livello per avere megalosuco). È anche ľ ingrediente fondamentale per creare lo spinotasuco (usando Spinotahraptor, che è simile a Spinoraptor), il quale raggiunto il livello 20 può essere fuso con Albertosaurus per creare Albertospino.